# Bubble and Scrape
Az 1993-as Bubble and Scrape a Sebadoh negyedik nagylemeze. Ez az együttes utolsó olyan lemeze, amely tartalmaz Eric Gaffney alapító tag által írt dalokat.
Akárcsak az előző album esetében, a Bubble and Scrape-ra is mindhárom tag (Gaffney, Lou Barlow, Jason Loewenstein) írt dalokat. Barlow többnyire elektromos hangszereken játszik, ez alól kivétel a Think (Let Tomorrow Bee) akusztikus duett.
Ez az együttes első albuma, amelyet teljes mértékben stúdióban rögzítettek. Az elektromos gitár gyakoribb használata és a nagyobb produkciós költségek mellett az albumon hosszabb dalok és szofisztikáltabb hangszerelés hallható.
2000-ben 9. volt az NME Top 30 Heartbreak Albums listáján. Szerepel az 1001 lemez, amit hallanod kell, mielőtt meghalsz című könyvben.

## Az album dalai
|     | Cím                      | Szerző(k)         | Hossz |
| --- | ------------------------ | ----------------- | ----- |
| 1.  | Soul and Fire            | Lou Barlow        | 3:46  |
| 2.  | 2 Years 2 Days           | Barlow            | 3:07  |
| 3.  | Telecosmic Alchemy       | Eric Gaffney      | 2:15  |
| 4.  | Fantastic Disaster       | Gaffney           | 3:33  |
| 5.  | Happily Divided          | Jason Loewenstein | 2:20  |
| 6.  | Sister                   | Loewenstein       | 2:43  |
| 7.  | Cliché                   | Barlow            | 2:27  |
| 8.  | Sacred Attention         | Barlow            | 2:47  |
| 9.  | Elixir Is Zog            | Gaffney           | 2:06  |
| 10. | Emma Get Wild            | Gaffney           | 1:21  |
| 11. | Sixteen                  | Loewenstein       | 1:29  |
| 12. | Homemade                 | Barlow            | 5:02  |
| 13. | Forced Love              | Barlow            | 3:19  |
| 14. | No Way Out               | Gaffney           | 2:15  |
| 15. | Bouquet for a Siren      | Gaffney           | 2:56  |
| 16. | Think (Let Tomorrow Bee) | Barlow            | 3:12  |
| 17. | Flood                    | Loewenstein       | 1:34  |

## Közreműködők
- Lou Barlow – gitár, ének
- Seana Carmody – ének
- Eric Gaffney – basszusgitár, gitár, dob, hárfa, billentyűk, ének
- Jason Loewenstein – gitár, basszusgitár, dob, ének
- Bob Weston – hangmérnök

## Fordítás
Ez a szócikk részben vagy egészben a Bubble and Scrape című angol Wikipédia-szócikk fordításán alapul.  Az eredeti cikk szerkesztőit annak laptörténete sorolja fel. Ez a jelzés csupán a megfogalmazás eredetét és a szerzői jogokat jelzi, nem szolgál a cikkben szereplő információk forrásmegjelöléseként.